# Clássica Bruges–De Panne de 2022
A 46.ª edição da clássica ciclista Clássica Bruges–De Panne (chamado oficialmente: Minerva Classic Brugge-De Panne) foi uma corrida na Bélgica que se celebrou a 23 de março de 2022 sobre um percurso de 207,9 quilómetros com início na cidade de Bruges e final no município de De Panne.
A corrida fez parte do UCI WorldTour de 2022, calendário ciclístico de máximo nível mundial, sendo a oitava corrida de dito circuito e foi vencida pelo belga Tim Merlier do Alpecin-Fenix. Completaram o pódio, como segundo e terceiro classificado respectivamente, os neerlandês Dylan Groenewegen do BikeExchange Jayco e o francês Nacer Bouhanni do Arkéa Samsic.

## Percurso
A saída encontra-se na cidade de Brujes e final no município De Panne na província de Província Flandres Ocidental sobre uma distância de 207,9 quilómetros. O percurso incluiu 6 trechos planos de pavé e 5 muros, alguns deles com zonas empredadas:

## Equipas participantes
Tomaram parte na corrida 25 equipas: 17 de categoria UCI WorldTeam e 8 de categoria UCI ProTeam. Formaram assim um pelotão de 168 ciclistas dos que acabaram 154. As equipas participantes foram:
| Equipes WorldTeam (16)- Astana Qazaqstan Team - Bahrain Victorious - Bora-Hansgrohe - Cofidis - EF Education-EasyPost - Groupama-FDJ - Intermarché-Wanty-Gobert Matériaux - Israel-Premier Tech - Jumbo-Visma - Lotto-Soudal - Movistar Team - Quick-Step Alpha Vinyl - BikeExchange-Jayco - Team DSM - Trek-Segafredo - UAE Team Emirates Equipes ProTeam (8)- Alpecin-Fenix - Arkéa-Samsic - B&B Hotels-KTM - Bardiani-CSF-Faizanè - Bingoal Pauwels Sauces WB - Sport Vlaanderen-Baloise - TotalEnergies - Uno-X Pro Cycling Team |
| |

## Classificação final
- A classificação finalizou da seguinte forma:[4]

| \| Classificação geral \| Classificação geral \| Classificação geral \| Classificação geral \| Classificação geral \| \| Ciclista \| Ciclista \| Equipe \| Tempo \| \| \| ------------------- \| ------------------- \| ------------------- \| ------------------- \| ------------------- \| \| 1. \| Tim Merlier \| Alpecin-Fenix \| 4h45m41s \| \| \| 2. \| Dylan Groenewegen \| BikeExchange-Jayco \| + 0s \| \| \| 3. \| Nacer Bouhanni \| Arkéa-Samsic \| + 0s \| \| \| 4. \| Max Walscheid \| Cofidis \| + 0s \| \| \| 5. \| Olav Kooij \| Jumbo-Visma \| + 0s \| \| \| 6. \| Arnaud Démare \| Groupama-FDJ \| + 0s \| \| \| 7. \| Simone Consonni \| Cofidis \| + 0s \| \| \| 8. \| Arnaud De Lie \| Lotto-Soudal \| + 0s \| \| \| 9. \| Jasper Stuyven \| Trek-Segafredo \| + 0s \| \| \| 10. \| Heinrich Haussler \| Bahrain Victorious \| + 0s \| \| |                   |                    |          |
| |                   |                    |          |
| Fonte: ProCyclingStats |                   |                    |          |
| Classificação geral |                   |                    |          |
| Ciclista | Ciclista          | Equipe             | Tempo    |
| 1. | Tim Merlier       | Alpecin-Fenix      | 4h45m41s |
| 2. | Dylan Groenewegen | BikeExchange-Jayco | + 0s     |
| 3. | Nacer Bouhanni    | Arkéa-Samsic       | + 0s     |
| 4. | Max Walscheid     | Cofidis            | + 0s     |
| 5. | Olav Kooij        | Jumbo-Visma        | + 0s     |
| 6. | Arnaud Démare     | Groupama-FDJ       | + 0s     |
| 7. | Simone Consonni   | Cofidis            | + 0s     |
| 8. | Arnaud De Lie     | Lotto-Soudal       | + 0s     |
| 9. | Jasper Stuyven    | Trek-Segafredo     | + 0s     |
| 10. | Heinrich Haussler | Bahrain Victorious | + 0s     |

## Ciclistas participantes e posições finais
| Bora-Hansgrohe BOH | Bora-Hansgrohe BOH          | Bora-Hansgrohe BOH |
| ------------------ | --------------------------- | ------------------ |
| Num                | Ciclista                    | Pos                |
| 1                  | Sam Bennett (IRL)           | 17.                |
| 2                  | Nils Politt (GER)           | 147.               |
| 3                  | Jonas Koch (GER)            | 125.               |
| 4                  | Lukas Pöstlberger (AUT)     | 51.                |
| 5                  | Jordi Meeus (BEL)           | 148.               |
| 6                  | Ryan Mullen (IRL) (estrada) | 17.                |
| 7                  | Danny van Poppel (NED)      | 22.                |

| Quick-Step Alpha Vinyl QST | Quick-Step Alpha Vinyl QST | Quick-Step Alpha Vinyl QST |
| -------------------------- | -------------------------- | -------------------------- |
| Num                        | Ciclista                   | Pos                        |
| 11                         | Mark Cavendish (GBR)       | 26.                        |
| 12                         | Mikkel Honoré (DEN)        | NP                         |
| 13                         | Iljo Keisse (BEL)          | 130.                       |
| 14                         | Michael Mørkøv (DEN)       | 12.                        |
| 15                         | Stijn Steels (BEL)         | 55.                        |
| 16                         | Jannik Steimle (GER)       | 38.                        |
| 17                         | Bert Van Lerberghe (BEL)   | 24.                        |

| Lotto-Soudal LTS | Lotto-Soudal LTS          | Lotto-Soudal LTS |
| ---------------- | ------------------------- | ---------------- |
| Num              | Ciclista                  | Pos              |
| 21               | Arnaud De Lie (BEL)       | 8.               |
| 22               | Jasper De Buyst (BEL)     | 131.             |
| 23               | Florian Vermeersch (BEL)  | 88.              |
| 24               | Brent Van Moer (BEL)      | 82.              |
| 25               | Rüdiger Selig (GER)       | 70.              |
| 26               | Sébastien Grignard (BEL)  | 117.             |
| 27               | Michaek Schwarzmann (GER) | 152.             |

| Intermarché-Wanty-Gobert Matériaux IWG | Intermarché-Wanty-Gobert Matériaux IWG | Intermarché-Wanty-Gobert Matériaux IWG |
| -------------------------------------- | -------------------------------------- | -------------------------------------- |
| Num                                    | Ciclista                               | Pos                                    |
| 31                                     | Aimé De Gendt (BEL)                    | 112.                                   |
| 32                                     | Julius Johansen (DEN)                  | 81.                                    |
| 33                                     | Adrien Petit (FRA)                     | 123.                                   |
| 34                                     | Kévin Van Melsen (BEL)                 | 120.                                   |
| 35                                     | Gerben Thijssen (BEL)                  | 29.                                    |
| 36                                     | Biniam Girmay (ERI)                    | 21.                                    |
| 37                                     | Barnabás Peák (HUN)                    | 143.                                   |

| Astana Qazaqstan Team AST | Astana Qazaqstan Team AST | Astana Qazaqstan Team AST |
| ------------------------- | ------------------------- | ------------------------- |
| Num                       | Ciclista                  | Pos                       |
| 41                        | Gianni Moscon (ITA)       | 134.                      |
| 42                        | Michele Gazzoli (ITA)     | 86.                       |
| 43                        | Fabio Felline (ITA)       | 76.                       |
| 44                        | Manuele Boaro (ITA)       | 84.                       |
| 45                        | Davide Martinelli (ITA)   | 43.                       |
| 46                        | Leonardo Basso (ITA)      | 113.                      |
| 47                        | Artiom Zakharov (KAZ)     | 65.                       |

| Bahrain Victorious TBV | Bahrain Victorious TBV  | Bahrain Victorious TBV |
| ---------------------- | ----------------------- | ---------------------- |
| Num                    | Ciclista                | Pos                    |
| 51                     | Heinrich Haussler (AUS) | 10.                    |
| 52                     | Yukiya Arashiro (JPN)   | 103.                   |
| 53                     | Filip Maciejuk (POL)    | 64.                    |
| 54                     | Jonathan Milan (ITA)    | 39.                    |
| 55                     | Kamil Gradek (POL)      | 133.                   |
| 56                     | Jasha Sütterlin (GER)   | DNF                    |
| 57                     | Fred Wright (GBR)       | 102.                   |

| Cofidis COF | Cofidis COF             | Cofidis COF |
| ----------- | ----------------------- | ----------- |
| Num         | Ciclista                | Pos         |
| 61          | Simone Consonni (ITA)   | 7.          |
| 62          | Tom Bohli (SUI)         | 80.         |
| 63          | Jelle Wallays (BEL)     | DNF         |
| 64          | Szymon Sajnok (POL)     | NP          |
| 65          | Wesley Kreder (NED)     | 67.         |
| 66          | Kenneth Vanbilsen (BEL) | 124.        |
| 67          | Max Walscheid (GER)     | 4.          |

| EF Education-EasyPost EFE | EF Education-EasyPost EFE | EF Education-EasyPost EFE |
| ------------------------- | ------------------------- | ------------------------- |
| Num                       | Ciclista                  | Pos                       |
| 71                        | Sebastian Langeveld (NED) | 129.                      |
| 72                        | Ben Healy (IRL)           | 126.                      |
| 73                        | Owain Doull (GBR)         | 107.                      |
| 74                        | Łukasz Wiśniowski (POL)   | 140.                      |
| 75                        | Jonas Rutsch (GER)        | 61.                       |
| 76                        | Tom Scully (NZL)          | 41.                       |
| 77                        | Marijn van den Berg (NED) | 32.                       |

| Groupama-FDJ GFC | Groupama-FDJ GFC       | Groupama-FDJ GFC |
| ---------------- | ---------------------- | ---------------- |
| Num              | Ciclista               | Pos              |
| 81               | Arnaud Démare (FRA)    | 6.               |
| 82               | Jacopo Guarnieri (ITA) | 111.             |
| 84               | Clément Davy (FRA)     | 127.             |
| 85               | Miles Scotson (AUS)    | 48.              |
| 86               | Ramon Sinkeldam (NED)  | 45.              |
| 87               | Bram Welten (NED)      | 60.              |

| Israel-Premier Tech IPT | Israel-Premier Tech IPT | Israel-Premier Tech IPT |
| ----------------------- | ----------------------- | ----------------------- |
| Num                     | Ciclista                | Pos                     |
| 91                      | Rudy Barbier (FRA)      | 25.                     |
| 92                      | Jenthe Biermans (BEL)   | 36.                     |
| 93                      | Matthias Brändle (AUT)  | 150.                    |
| 94                      | Taj Jones (AUS)         | 94.                     |
| 95                      | Guy Sagiv (ISR)         | 72.                     |
| 96                      | Itamar Einhorn (ISR)    | 20.                     |
| 97                      | Rick Zabel (GER)        | 16.                     |

| Jumbo-Visma TJV | Jumbo-Visma TJV             | Jumbo-Visma TJV |
| --------------- | --------------------------- | --------------- |
| Num             | Ciclista                    | Pos             |
| 101             | Pascal Eenkhoorn (NED)      | 108.            |
| 103             | Olav Kooij (NED)            | 5.              |
| 104             | Timo Roosen (NED) (estrada) | 53.             |
| 105             | Tosh Van der Sande (BEL)    | 49.             |
| 106             | Jos van Emden (NED)         | 139.            |
| 107             | Tim van Dijke (NED)         | DNF             |

| Movistar Team MOV | Movistar Team MOV               | Movistar Team MOV |
| ----------------- | ------------------------------- | ----------------- |
| Num               | Ciclista                        | Pos               |
| 111               | Johan Jacobs (SUI)              | 75.               |
| 112               | Iñigo Elosegui (ESP)            | 42.               |
| 113               | Imanol Erviti (ESP)             | 63.               |
| 114               | Max Kanter (GER)                | 13.               |
| 115               | Gonzalo Serrano Rodríguez (ESP) | DNF               |
| 116               | Lluís Mas (ESP)                 | 18.               |
| 117               | Mathias Norsgaard (DEN)         | 46.               |

| BikeExchange-Jayco BEX | BikeExchange-Jayco BEX    | BikeExchange-Jayco BEX |
| ---------------------- | ------------------------- | ---------------------- |
| Num                    | Ciclista                  | Pos                    |
| 121                    | Dylan Groenewegen (NED)   | 2.                     |
| 122                    | Luke Durbridge (AUS)      | 142.                   |
| 123                    | Alexander Edmondson (AUS) | 98.                    |
| 124                    | Alexander Konychev (ITA)  | 118.                   |
| 125                    | Luka Mezgec (SLO)         | 90.                    |
| 126                    | Kelland O'Brien (AUS)     | 115.                   |
| 127                    | Campbell Stewart (NZL)    | 54.                    |

| Team DSM DSM | Team DSM DSM            | Team DSM DSM |
| ------------ | ----------------------- | ------------ |
| Num          | Ciclista                | Pos          |
| 131          | Cees Bol (NED)          | 135.         |
| 132          | Alberto Dainese (ITA)   | 87.          |
| 133          | Leon Heinschke (GER)    | 114.         |
| 134          | Florian Stork (GER)     | 144.         |
| 135          | Niklas Märkl (GER)      | 34.          |
| 136          | Joris Nieuwenhuis (NED) | 77.          |
| 137          | Sam Welsford (AUS)      | 35.          |

| Trek-Segafredo TFS | Trek-Segafredo TFS   | Trek-Segafredo TFS |
| ------------------ | -------------------- | ------------------ |
| Num                | Ciclista             | Pos                |
| 141                | Jasper Stuyven (BEL) | 9.                 |
| 142                | Jakob Egholm (DEN)   | 138.               |
| 143                | Daan Hoole (NED)     | 151.               |
| 144                | Alex Kirsch (LUX)    | 83.                |
| 145                | Jon Aberasturi (ESP) | 121.               |
| 146                | Edward Theuns (BEL)  | 92.                |
| 147                | Otto Vergaerde (BEL) | 93.                |

| UAE Team Emirates UAD | UAE Team Emirates UAD      | UAE Team Emirates UAD |
| --------------------- | -------------------------- | --------------------- |
| Num                   | Ciclista                   | Pos                   |
| 151                   | Pascal Ackermann (GER)     | 149.                  |
| 152                   | Rui Oliveira (POR)         | 71.                   |
| 153                   | Mikkel Bjerg (DEN)         | 28.                   |
| 154                   | Felix Groß (GER)           | 62.                   |
| 155                   | Vegard Stake Laengen (NOR) | 78.                   |
| 156                   | Maximiliano Richeze (ARG)  | 104.                  |
| 157                   | Oliviero Troia (ITA)       | 141.                  |

| Alpecin-Fenix AFC | Alpecin-Fenix AFC         | Alpecin-Fenix AFC |
| ----------------- | ------------------------- | ----------------- |
| Num               | Ciclista                  | Pos               |
| 161               | Tim Merlier (BEL)         | 1.                |
| 162               | Michael Gogl (AUT)        | 99.               |
| 163               | Xandro Meurisse (BEL)     | 68.               |
| 164               | Scott Thwaites (GBR)      | 89.               |
| 165               | Jonas Rickaert (BEL)      | 69.               |
| 166               | Maurice Ballerstedt (GER) | 91.               |
| 167               | Julien Vermote (BEL)      | 137.              |

| Arkéa-Samsic ARK | Arkéa-Samsic ARK        | Arkéa-Samsic ARK |
| ---------------- | ----------------------- | ---------------- |
| Num              | Ciclista                | Pos              |
| 171              | Nacer Bouhanni (FRA)    | 3.               |
| 172              | Benjamin Declercq (BEL) | 96.              |
| 173              | Kévin Ledanois (FRA)    | 79.              |
| 174              | Markus Pajur (EST)      | 57.              |
| 175              | Christophe Noppe (BEL)  | 97.              |
| 177              | Amaury Capiot (BEL)     | 59.              |

| B&B Hotels-KTM BBK | B&B Hotels-KTM BBK     | B&B Hotels-KTM BBK |
| ------------------ | ---------------------- | ------------------ |
| Num                | Ciclista               | Pos                |
| 181                | Jens Debusschere (BEL) | 95.                |
| 182                | Pierre Barbier (FRA)   | 47.                |
| 183                | Quentin Jauregui (FRA) | 73.                |
| 184                | Cyril Lemoine (FRA)    | 153.               |
| 185                | Julien Morice (FRA)    | NP                 |
| 186                | Luca Mozzato (ITA)     | 23.                |
| 187                | Jordi Warlop (BEL)     | 106.               |

| Bardiani CSF Faizanè BCF | Bardiani CSF Faizanè BCF | Bardiani CSF Faizanè BCF |
| ------------------------ | ------------------------ | ------------------------ |
| Num                      | Ciclista                 | Pos                      |
| 191                      | Sacha Modolo (ITA)       | 66.                      |
| 192                      | Filippo Fiorelli (ITA)   | 50.                      |
| 193                      | Enrico Battaglin (ITA)   | 154.                     |
| 194                      | Luca Colnaghi (ITA)      | 122.                     |
| 195                      | Alessandro Tonelli (ITA) | 132.                     |
| 196                      | Enrico Zanoncello (ITA)  | 85.                      |
| 197                      | Samuele Zoccarato (ITA)  | NP                       |

| Bingoal Pauwels Sauces WB BWB | Bingoal Pauwels Sauces WB BWB | Bingoal Pauwels Sauces WB BWB |
| ----------------------------- | ----------------------------- | ----------------------------- |
| Num                           | Ciclista                      | Pos                           |
| 201                           | Timothy Dupont (BEL)          | 14.                           |
| 202                           | Dimitri Peyskens (BEL)        | 145.                          |
| 203                           | Stanislaw Aniolkowski (POL)   | 11.                           |
| 204                           | Karl Patrick Lauk (EST)       | 100.                          |
| 205                           | Laurenz Rex (BEL)             | 101.                          |
| 206                           | Ludovic Robeet (BEL)          | 136.                          |
| 207                           | Tom Wirtgen (LUX)             | 116.                          |

| Sport Vlaanderen-Baloise SVB | Sport Vlaanderen-Baloise SVB | Sport Vlaanderen-Baloise SVB |
| ---------------------------- | ---------------------------- | ---------------------------- |
| Num                          | Ciclista                     | Pos                          |
| 211                          | Tuur Dens (BEL)              | 128.                         |
| 212                          | Milan Fretin (BEL)           | 30.                          |
| 213                          | Jules Hesters (BEL)          | 109.                         |
| 214                          | Arne Marit (BEL)             | 27.                          |
| 215                          | Jens Reynders (BEL)          | 37.                          |
| 216                          | Kenneth Van Rooy (BEL)       | 31.                          |
| 217                          | Sasha Weemaes (BEL)          | 74.                          |

| TotalEnergies TEN | TotalEnergies TEN       | TotalEnergies TEN |
| ----------------- | ----------------------- | ----------------- |
| Num               | Ciclista                | Pos               |
| 221               | Niki Terpstra (NED)     | 119.              |
| 222               | Maciej Bodnar (POL)     | 105.              |
| 223               | Niccolò Bonifazio (ITA) | DNF               |
| 224               | Sandy Dujardin (FRA)    | 44.               |
| 225               | Lorrenzo Manzin (FRA)   | 15.               |
| 226               | Dries Van Gestel (BEL)  | 33.               |

| Uno-X Pro Cycling Team UXT | Uno-X Pro Cycling Team UXT   | Uno-X Pro Cycling Team UXT |
| -------------------------- | ---------------------------- | -------------------------- |
| Num                        | Ciclista                     | Pos                        |
| 231                        | Kristoffer Halvorsen (NOR)   | 52.                        |
| 232                        | Martin Bugge Urianstad (NOR) | 110.                       |
| 233                        | Lasse Norman Hansen (DEN)    | 58.                        |
| 234                        | William Blume Levy (DEN)     | NP                         |
| 235                        | Erik Nordsæter Resell (NOR)  | 56.                        |
| 236                        | Lars Saugstad (NOR)          | 146.                       |
| 237                        | Søren Wærenskjold (NOR)      | 19.                        |

| Bora-Hansgrohe BOH | Bora-Hansgrohe BOH          | Bora-Hansgrohe BOH |
| ------------------ | --------------------------- | ------------------ |
| Num                | Ciclista                    | Pos                |
| 1                  | Sam Bennett (IRL)           | 17.                |
| 2                  | Nils Politt (GER)           | 147.               |
| 3                  | Jonas Koch (GER)            | 125.               |
| 4                  | Lukas Pöstlberger (AUT)     | 51.                |
| 5                  | Jordi Meeus (BEL)           | 148.               |
| 6                  | Ryan Mullen (IRL) (estrada) | 17.                |
| 7                  | Danny van Poppel (NED)      | 22.                |

| Quick-Step Alpha Vinyl QST | Quick-Step Alpha Vinyl QST | Quick-Step Alpha Vinyl QST |
| -------------------------- | -------------------------- | -------------------------- |
| Num                        | Ciclista                   | Pos                        |
| 11                         | Mark Cavendish (GBR)       | 26.                        |
| 12                         | Mikkel Honoré (DEN)        | NP                         |
| 13                         | Iljo Keisse (BEL)          | 130.                       |
| 14                         | Michael Mørkøv (DEN)       | 12.                        |
| 15                         | Stijn Steels (BEL)         | 55.                        |
| 16                         | Jannik Steimle (GER)       | 38.                        |
| 17                         | Bert Van Lerberghe (BEL)   | 24.                        |

| Lotto-Soudal LTS | Lotto-Soudal LTS          | Lotto-Soudal LTS |
| ---------------- | ------------------------- | ---------------- |
| Num              | Ciclista                  | Pos              |
| 21               | Arnaud De Lie (BEL)       | 8.               |
| 22               | Jasper De Buyst (BEL)     | 131.             |
| 23               | Florian Vermeersch (BEL)  | 88.              |
| 24               | Brent Van Moer (BEL)      | 82.              |
| 25               | Rüdiger Selig (GER)       | 70.              |
| 26               | Sébastien Grignard (BEL)  | 117.             |
| 27               | Michaek Schwarzmann (GER) | 152.             |

| Intermarché-Wanty-Gobert Matériaux IWG | Intermarché-Wanty-Gobert Matériaux IWG | Intermarché-Wanty-Gobert Matériaux IWG |
| -------------------------------------- | -------------------------------------- | -------------------------------------- |
| Num                                    | Ciclista                               | Pos                                    |
| 31                                     | Aimé De Gendt (BEL)                    | 112.                                   |
| 32                                     | Julius Johansen (DEN)                  | 81.                                    |
| 33                                     | Adrien Petit (FRA)                     | 123.                                   |
| 34                                     | Kévin Van Melsen (BEL)                 | 120.                                   |
| 35                                     | Gerben Thijssen (BEL)                  | 29.                                    |
| 36                                     | Biniam Girmay (ERI)                    | 21.                                    |
| 37                                     | Barnabás Peák (HUN)                    | 143.                                   |

| Astana Qazaqstan Team AST | Astana Qazaqstan Team AST | Astana Qazaqstan Team AST |
| ------------------------- | ------------------------- | ------------------------- |
| Num                       | Ciclista                  | Pos                       |
| 41                        | Gianni Moscon (ITA)       | 134.                      |
| 42                        | Michele Gazzoli (ITA)     | 86.                       |
| 43                        | Fabio Felline (ITA)       | 76.                       |
| 44                        | Manuele Boaro (ITA)       | 84.                       |
| 45                        | Davide Martinelli (ITA)   | 43.                       |
| 46                        | Leonardo Basso (ITA)      | 113.                      |
| 47                        | Artiom Zakharov (KAZ)     | 65.                       |

| Bahrain Victorious TBV | Bahrain Victorious TBV  | Bahrain Victorious TBV |
| ---------------------- | ----------------------- | ---------------------- |
| Num                    | Ciclista                | Pos                    |
| 51                     | Heinrich Haussler (AUS) | 10.                    |
| 52                     | Yukiya Arashiro (JPN)   | 103.                   |
| 53                     | Filip Maciejuk (POL)    | 64.                    |
| 54                     | Jonathan Milan (ITA)    | 39.                    |
| 55                     | Kamil Gradek (POL)      | 133.                   |
| 56                     | Jasha Sütterlin (GER)   | DNF                    |
| 57                     | Fred Wright (GBR)       | 102.                   |

| Cofidis COF | Cofidis COF             | Cofidis COF |
| ----------- | ----------------------- | ----------- |
| Num         | Ciclista                | Pos         |
| 61          | Simone Consonni (ITA)   | 7.          |
| 62          | Tom Bohli (SUI)         | 80.         |
| 63          | Jelle Wallays (BEL)     | DNF         |
| 64          | Szymon Sajnok (POL)     | NP          |
| 65          | Wesley Kreder (NED)     | 67.         |
| 66          | Kenneth Vanbilsen (BEL) | 124.        |
| 67          | Max Walscheid (GER)     | 4.          |

| EF Education-EasyPost EFE | EF Education-EasyPost EFE | EF Education-EasyPost EFE |
| ------------------------- | ------------------------- | ------------------------- |
| Num                       | Ciclista                  | Pos                       |
| 71                        | Sebastian Langeveld (NED) | 129.                      |
| 72                        | Ben Healy (IRL)           | 126.                      |
| 73                        | Owain Doull (GBR)         | 107.                      |
| 74                        | Łukasz Wiśniowski (POL)   | 140.                      |
| 75                        | Jonas Rutsch (GER)        | 61.                       |
| 76                        | Tom Scully (NZL)          | 41.                       |
| 77                        | Marijn van den Berg (NED) | 32.                       |

| Groupama-FDJ GFC | Groupama-FDJ GFC       | Groupama-FDJ GFC |
| ---------------- | ---------------------- | ---------------- |
| Num              | Ciclista               | Pos              |
| 81               | Arnaud Démare (FRA)    | 6.               |
| 82               | Jacopo Guarnieri (ITA) | 111.             |
| 84               | Clément Davy (FRA)     | 127.             |
| 85               | Miles Scotson (AUS)    | 48.              |
| 86               | Ramon Sinkeldam (NED)  | 45.              |
| 87               | Bram Welten (NED)      | 60.              |

| Israel-Premier Tech IPT | Israel-Premier Tech IPT | Israel-Premier Tech IPT |
| ----------------------- | ----------------------- | ----------------------- |
| Num                     | Ciclista                | Pos                     |
| 91                      | Rudy Barbier (FRA)      | 25.                     |
| 92                      | Jenthe Biermans (BEL)   | 36.                     |
| 93                      | Matthias Brändle (AUT)  | 150.                    |
| 94                      | Taj Jones (AUS)         | 94.                     |
| 95                      | Guy Sagiv (ISR)         | 72.                     |
| 96                      | Itamar Einhorn (ISR)    | 20.                     |
| 97                      | Rick Zabel (GER)        | 16.                     |

| Jumbo-Visma TJV | Jumbo-Visma TJV             | Jumbo-Visma TJV |
| --------------- | --------------------------- | --------------- |
| Num             | Ciclista                    | Pos             |
| 101             | Pascal Eenkhoorn (NED)      | 108.            |
| 103             | Olav Kooij (NED)            | 5.              |
| 104             | Timo Roosen (NED) (estrada) | 53.             |
| 105             | Tosh Van der Sande (BEL)    | 49.             |
| 106             | Jos van Emden (NED)         | 139.            |
| 107             | Tim van Dijke (NED)         | DNF             |

| Movistar Team MOV | Movistar Team MOV               | Movistar Team MOV |
| ----------------- | ------------------------------- | ----------------- |
| Num               | Ciclista                        | Pos               |
| 111               | Johan Jacobs (SUI)              | 75.               |
| 112               | Iñigo Elosegui (ESP)            | 42.               |
| 113               | Imanol Erviti (ESP)             | 63.               |
| 114               | Max Kanter (GER)                | 13.               |
| 115               | Gonzalo Serrano Rodríguez (ESP) | DNF               |
| 116               | Lluís Mas (ESP)                 | 18.               |
| 117               | Mathias Norsgaard (DEN)         | 46.               |

| BikeExchange-Jayco BEX | BikeExchange-Jayco BEX    | BikeExchange-Jayco BEX |
| ---------------------- | ------------------------- | ---------------------- |
| Num                    | Ciclista                  | Pos                    |
| 121                    | Dylan Groenewegen (NED)   | 2.                     |
| 122                    | Luke Durbridge (AUS)      | 142.                   |
| 123                    | Alexander Edmondson (AUS) | 98.                    |
| 124                    | Alexander Konychev (ITA)  | 118.                   |
| 125                    | Luka Mezgec (SLO)         | 90.                    |
| 126                    | Kelland O'Brien (AUS)     | 115.                   |
| 127                    | Campbell Stewart (NZL)    | 54.                    |

| Team DSM DSM | Team DSM DSM            | Team DSM DSM |
| ------------ | ----------------------- | ------------ |
| Num          | Ciclista                | Pos          |
| 131          | Cees Bol (NED)          | 135.         |
| 132          | Alberto Dainese (ITA)   | 87.          |
| 133          | Leon Heinschke (GER)    | 114.         |
| 134          | Florian Stork (GER)     | 144.         |
| 135          | Niklas Märkl (GER)      | 34.          |
| 136          | Joris Nieuwenhuis (NED) | 77.          |
| 137          | Sam Welsford (AUS)      | 35.          |

| Trek-Segafredo TFS | Trek-Segafredo TFS   | Trek-Segafredo TFS |
| ------------------ | -------------------- | ------------------ |
| Num                | Ciclista             | Pos                |
| 141                | Jasper Stuyven (BEL) | 9.                 |
| 142                | Jakob Egholm (DEN)   | 138.               |
| 143                | Daan Hoole (NED)     | 151.               |
| 144                | Alex Kirsch (LUX)    | 83.                |
| 145                | Jon Aberasturi (ESP) | 121.               |
| 146                | Edward Theuns (BEL)  | 92.                |
| 147                | Otto Vergaerde (BEL) | 93.                |

| UAE Team Emirates UAD | UAE Team Emirates UAD      | UAE Team Emirates UAD |
| --------------------- | -------------------------- | --------------------- |
| Num                   | Ciclista                   | Pos                   |
| 151                   | Pascal Ackermann (GER)     | 149.                  |
| 152                   | Rui Oliveira (POR)         | 71.                   |
| 153                   | Mikkel Bjerg (DEN)         | 28.                   |
| 154                   | Felix Groß (GER)           | 62.                   |
| 155                   | Vegard Stake Laengen (NOR) | 78.                   |
| 156                   | Maximiliano Richeze (ARG)  | 104.                  |
| 157                   | Oliviero Troia (ITA)       | 141.                  |

| Alpecin-Fenix AFC | Alpecin-Fenix AFC         | Alpecin-Fenix AFC |
| ----------------- | ------------------------- | ----------------- |
| Num               | Ciclista                  | Pos               |
| 161               | Tim Merlier (BEL)         | 1.                |
| 162               | Michael Gogl (AUT)        | 99.               |
| 163               | Xandro Meurisse (BEL)     | 68.               |
| 164               | Scott Thwaites (GBR)      | 89.               |
| 165               | Jonas Rickaert (BEL)      | 69.               |
| 166               | Maurice Ballerstedt (GER) | 91.               |
| 167               | Julien Vermote (BEL)      | 137.              |

| Arkéa-Samsic ARK | Arkéa-Samsic ARK        | Arkéa-Samsic ARK |
| ---------------- | ----------------------- | ---------------- |
| Num              | Ciclista                | Pos              |
| 171              | Nacer Bouhanni (FRA)    | 3.               |
| 172              | Benjamin Declercq (BEL) | 96.              |
| 173              | Kévin Ledanois (FRA)    | 79.              |
| 174              | Markus Pajur (EST)      | 57.              |
| 175              | Christophe Noppe (BEL)  | 97.              |
| 177              | Amaury Capiot (BEL)     | 59.              |

| B&B Hotels-KTM BBK | B&B Hotels-KTM BBK     | B&B Hotels-KTM BBK |
| ------------------ | ---------------------- | ------------------ |
| Num                | Ciclista               | Pos                |
| 181                | Jens Debusschere (BEL) | 95.                |
| 182                | Pierre Barbier (FRA)   | 47.                |
| 183                | Quentin Jauregui (FRA) | 73.                |
| 184                | Cyril Lemoine (FRA)    | 153.               |
| 185                | Julien Morice (FRA)    | NP                 |
| 186                | Luca Mozzato (ITA)     | 23.                |
| 187                | Jordi Warlop (BEL)     | 106.               |

| Bardiani CSF Faizanè BCF | Bardiani CSF Faizanè BCF | Bardiani CSF Faizanè BCF |
| ------------------------ | ------------------------ | ------------------------ |
| Num                      | Ciclista                 | Pos                      |
| 191                      | Sacha Modolo (ITA)       | 66.                      |
| 192                      | Filippo Fiorelli (ITA)   | 50.                      |
| 193                      | Enrico Battaglin (ITA)   | 154.                     |
| 194                      | Luca Colnaghi (ITA)      | 122.                     |
| 195                      | Alessandro Tonelli (ITA) | 132.                     |
| 196                      | Enrico Zanoncello (ITA)  | 85.                      |
| 197                      | Samuele Zoccarato (ITA)  | NP                       |

| Bingoal Pauwels Sauces WB BWB | Bingoal Pauwels Sauces WB BWB | Bingoal Pauwels Sauces WB BWB |
| ----------------------------- | ----------------------------- | ----------------------------- |
| Num                           | Ciclista                      | Pos                           |
| 201                           | Timothy Dupont (BEL)          | 14.                           |
| 202                           | Dimitri Peyskens (BEL)        | 145.                          |
| 203                           | Stanislaw Aniolkowski (POL)   | 11.                           |
| 204                           | Karl Patrick Lauk (EST)       | 100.                          |
| 205                           | Laurenz Rex (BEL)             | 101.                          |
| 206                           | Ludovic Robeet (BEL)          | 136.                          |
| 207                           | Tom Wirtgen (LUX)             | 116.                          |

| Sport Vlaanderen-Baloise SVB | Sport Vlaanderen-Baloise SVB | Sport Vlaanderen-Baloise SVB |
| ---------------------------- | ---------------------------- | ---------------------------- |
| Num                          | Ciclista                     | Pos                          |
| 211                          | Tuur Dens (BEL)              | 128.                         |
| 212                          | Milan Fretin (BEL)           | 30.                          |
| 213                          | Jules Hesters (BEL)          | 109.                         |
| 214                          | Arne Marit (BEL)             | 27.                          |
| 215                          | Jens Reynders (BEL)          | 37.                          |
| 216                          | Kenneth Van Rooy (BEL)       | 31.                          |
| 217                          | Sasha Weemaes (BEL)          | 74.                          |

| TotalEnergies TEN | TotalEnergies TEN       | TotalEnergies TEN |
| ----------------- | ----------------------- | ----------------- |
| Num               | Ciclista                | Pos               |
| 221               | Niki Terpstra (NED)     | 119.              |
| 222               | Maciej Bodnar (POL)     | 105.              |
| 223               | Niccolò Bonifazio (ITA) | DNF               |
| 224               | Sandy Dujardin (FRA)    | 44.               |
| 225               | Lorrenzo Manzin (FRA)   | 15.               |
| 226               | Dries Van Gestel (BEL)  | 33.               |

| Uno-X Pro Cycling Team UXT | Uno-X Pro Cycling Team UXT   | Uno-X Pro Cycling Team UXT |
| -------------------------- | ---------------------------- | -------------------------- |
| Num                        | Ciclista                     | Pos                        |
| 231                        | Kristoffer Halvorsen (NOR)   | 52.                        |
| 232                        | Martin Bugge Urianstad (NOR) | 110.                       |
| 233                        | Lasse Norman Hansen (DEN)    | 58.                        |
| 234                        | William Blume Levy (DEN)     | NP                         |
| 235                        | Erik Nordsæter Resell (NOR)  | 56.                        |
| 236                        | Lars Saugstad (NOR)          | 146.                       |
| 237                        | Søren Wærenskjold (NOR)      | 19.                        |

Convenções:
- AB: Abandono
- FLT: Retiro por chegada fora do limite de tempo
- NTS: Não tomou a saída
- DES: Desclassificado ou expulsado

## UCI World Ranking
As Clássica Bruges–De Panne outorgou pontos para o UCI World Ranking para corredores das equipas nas categorias UCI WorldTeam, UCI ProTeam e Continental. As seguintes tabelas são o barómetro de pontuação e os dez corredores que obtiveram mais pontos:
| Posição   | 1.º | 2.º | 3.º | 4.º | 5.º | 6.º | 7.º | 8.º | 9.º | 10.º | 11.º | 12.º | 13.º | 14.º | 15.º-20.º | 21.º-30.º | 31.º-50.º | 51.º-55.º | 56.º-60.º |
| Pontuação | 300 | 250 | 215 | 175 | 120 | 115 | 95  | 75  | 60  | 50   | 40   | 35   | 30   | 25   | 20        | 12        | 5         | 2         | 1         |

| Classificação |                   |                    |        |
| Posição       | Ciclista          | Equipa             | Pontos |
| ------------- | ----------------- | ------------------ | ------ |
| 1.º           | Tim Merlier       | Alpecin-Fenix      | 300    |
| 2.º           | Dylan Groenewegen | BikeExchange-Jayco | 250    |
| 3.º           | Nacer Bouhanni    | Arkéa Samsic       | 215    |
| 4.º           | Max Walscheid     | Cofidis            | 175    |
| 5.º           | Olav Kooij        | Jumbo-Visma        | 120    |
| 6.º           | Arnaud Démare     | Groupama-FDJ       | 115    |
| 7.º           | Simone Consonni   | Cofidis            | 95     |
| 8.º           | Arnaud De Lie     | Lotto Soudal       | 75     |
| 9.º           | Jasper Stuyven    | Trek-Segafredo     | 60     |
| 10.º          | Heinrich Haussler | Bahrain Victorious | 50     |